# 나우치쿠 카피바리비
클루비 나우치쿠 카피바리비(Clube Náutico Capibaribe)는 나우치쿠라고도 불리는 브라질의 축구 클럽으로, 페르남부쿠주의 헤시피를 연고로 한다. 1901년 4월 7일에 창단하였으며, 현재 브라질 축구 전국 3부 리그 캄페오나투 브라질레이루 세리이 C와 페르남부쿠 주리그 캄페오나투 페르남부카누에 참가하고 있다.
1809년 비공식 창단 당시에는 클루비 나우치쿠 두 헤시피로 명명되었으며, "나우치쿠"(포르투갈어: Náutico)는 포르투갈어로 항해, 선박, 해기(海技)의 의미를 가지고 있다. 이는 당시 브라질 스포츠 팀들이 대부분 조정 클럽으로 창단했던 것과 일맥상통한다. 1901년 4월 7일 스포츠 클럽으로서 탄생하였고, 1905년이 되어서야 축구단이 만들어졌다. 당시 축구단은 영국계와 독일계 선수 위주로 구성되었다.
나우치쿠는 페르남부쿠주의 축구 클럽으로는 유일하게 페르남부쿠 주 선수권에서 6회 연속 (1963년 ~ 1968년)으로 우승한 적이 있으며, 이 클럽은 역사적으로 같은 지역의 클럽인 스포르트 헤시피와 라이벌 관계를 이루어왔다. 그들의 더비 경기는 오 클라시쿠 두스 클라시쿠스(포르투갈어: Clássico dos Clássicos, 클라시쿠의 클라시쿠: 할아버지 더비)라고 알려져 있는데, 이는 도시의 복잡한 사회 문제로 인해 형성되었다.
나우치쿠는 중요한 세계 기준을 모두 충족하는 올림픽 수영 경기장을 포함하여, 필드하키와 같은 다른 스포츠팀도 운영하고 있다. 나우치쿠의 공식 마스코트는 주머니쥐로, 지역에선 "timbu"라고 알려져 있다.

## 수상
- 캄페오나투 브라질레이루 세리이 A
  - 준우승 (1회) : 1967
- 캄페오나투 브라질레이루 세리이 B
  - 준우승 (2회) : 1988, 2011
- 캄페오나투 페르남부카누
  - 우승 (21회) : 1934, 1939, 1945, 1950, 1951, 1952, 1954, 1960, 1963, 1964, 1965, 1966, 1967, 1968, 1974, 1984, 1985, 1989, 2001, 2002, 2004
- 코파 페르남부카누
  - 우승 (1회) : 2011

## 선수 명단

### 현역
참고: FIFA 자격 규정에 따라 소속된 국가대표팀 국기를 표시합니다. 선수는 복수의 FIFA 비회원국 국적을 가지고 있을 수 있습니다.
| 번호 | 포지션 | 국적 | 이름     |
| ---- | ------ | ---- | -------- |
| -    | DF     |      | 리처드슨 |

| 번호 | 포지션 | 국적 | 이름   |
| ---- | ------ | ---- | ------ |
| -    | MF     |      | 네이선 |

## 역대 감독
| 감독                            | 임기        |
| ------------------------------- | ----------- |
| 카를루스 아우베르투 토히스      | 1987 ~ 1988 |
| 와우데마르 레무스 지 올리베이라 | 2009        |
| 와우데마르 레무스 지 올리베이라 | 2011 ~ 2012 |
| 파울루 실라스                   | 2013        |
| 와우데마르 레무스 지 올리베이라 | 2017        |
| 일라누                          | 2022 ~      |

틀:나우치쿠 카피바리비 선수 명단